# Иегошуа, Авраам Б.
Авраам Б. Иегошуа (ивр. אברהם ב. יהושע‎; 19 декабря 1936, Иерусалим — 14 июня 2022, Тель-Авив, Израиль) — израильский писатель, лауреат Премии Израиля 1995 года. Произведения А. Б. Иегошуа переведены на 28 языков. The New York Times назвал его «Израильским Фолкнером».

## Биография

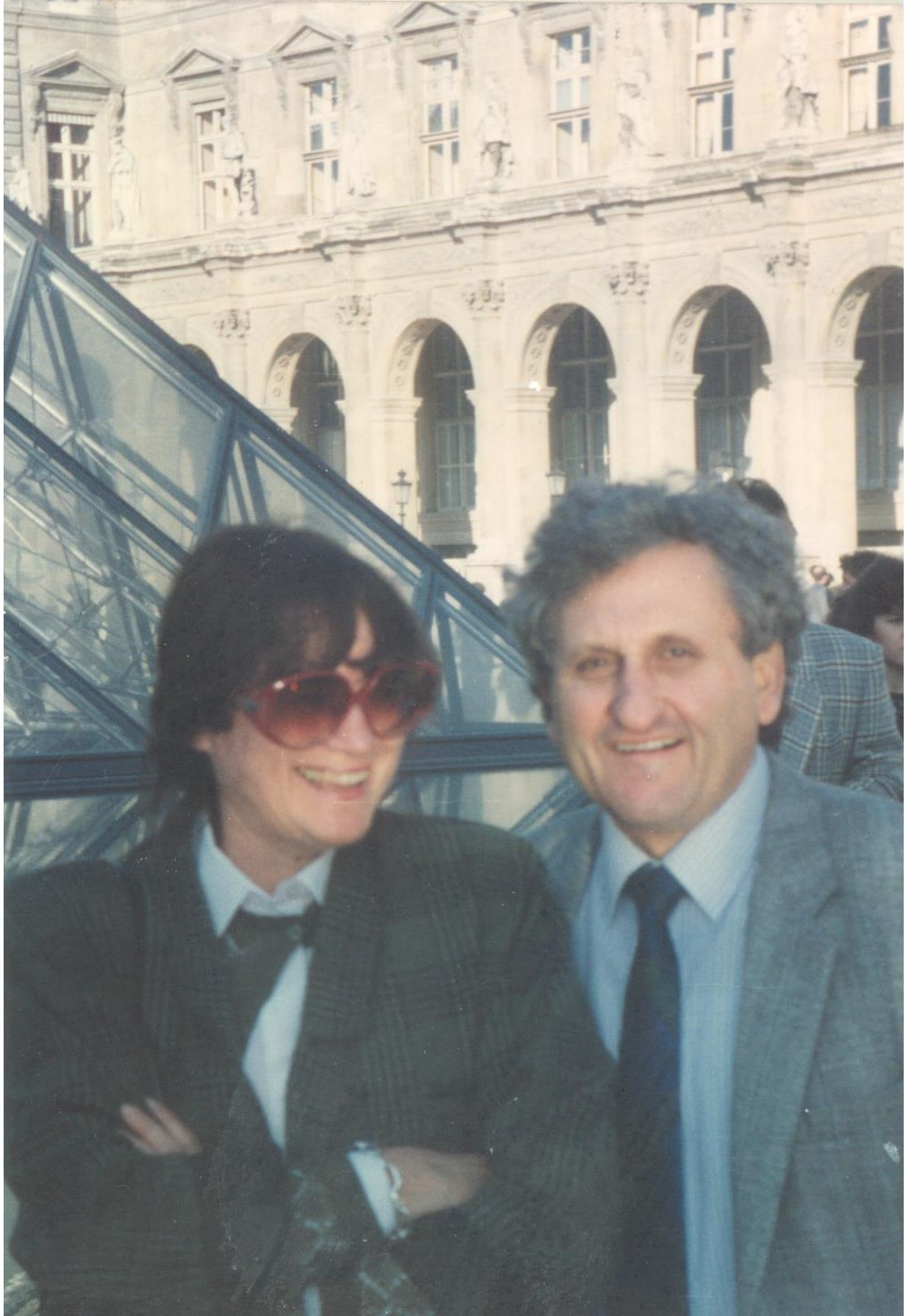
Авраам с женой Ривкой (1990-е)

Иегошуа родился в семье сефардов, которая уже на протяжении пяти поколений жила в Иерусалиме. После окончания обучения в Еврейском университете, где он изучал литературу и философию, стал преподавателем. С 1963 по 1967 год жил и работал в Париже. С 1972 года стал преподавать в Хайфском университете.
Скончался от рака 14 июня 2022 года в возрасте 85 лет.

## Политические взгляды
Иегошуа был сторонником левых сил и активистом израильского движения за мир. Был членом партии Авода, хотя в 1970-х покидал её следом за Арье Элиавом и в предвыборной кампании в Кнессет девятого созыва поддерживал «Левый лагерь Израиля», пока не вернулся в ряды «Аводы» и стал соавтором её новой платформы. В избирательной кампании в Кнессет четырнадцатого созыва он занял 116-е место в списке партии Мерец, а в избирательной кампании в 19-й Кнессет в 2013 году — 109-е.
Он изложил свои политические взгляды в эссе и интервью. Активно поддерживал Женевские соглашения. Иегошуа был давним критиком израильской оккупации, а также палестинской политической культуры. Поддерживал деятельность организаций Бецелем и Шоврим Штика
По данным La Stampa, перед конфликтом между Израилем и Газой в 2008—2009 годах он опубликовал обращение к жителям Газы, призывая их прекратить насилие. Он объяснил, почему израильская операция была необходима и почему её нужно было прекратить: «Именно потому, что жители Газы — наши соседи, мы должны быть соразмерны в этой операции. Нам нужно постараться как можно быстрее добиться прекращения огня. Мы всегда будем соседями, поэтому чем меньше крови будет пролито, тем лучше будет будущее». Иегошуа добавил, что он был бы рад, чтобы пограничные переходы были полностью открыты, а палестинцы работали в Израиле в рамках прекращения огня.

## Награды
- 1989 — Литературная премия имени Бялика
- 1995 — Премия Израиля
- 2012 — Премия Медичи за лучшее произведение на иностранном языке[фр.]
- 2016 — Премия ЭМЕТ
- 2017 — Премия Фельтринелли
- 2017 — Премия Дэна Дэвида

## Переводы на русский язык
- Иегошуа А.-Б. Сборник рассказов / Пер. с ивр. Н. Сергеевой под ред. З. Копельман. — М.: Гешарим / Мосты культуры, 2001. — 431 с. — (Литература Израиля). — 2000 экз. — ISBN 5-93273-066-8.

- Иегошуа А.-Б. Путешествие на край тысячелетия. — М.: Гешарим / Мосты культуры, 2003. — 574 с. — (Литература Израиля). — ISBN 5-93273-136-2.

- Иегошуа А.-Б. Пять времён года / Пер. с ивр. Р. Нудельмана, А. Фурман. — М.: Текст, 2007. — 446 с. — (Проза еврейской жизни). — 3000 экз. — ISBN 5-7516-0585-3.

- Иегошуа А.-Б. Смерть и возвращение Юлии Рогаевой / Пер. с ивр. Р. Нудельмана, А. Фурман. — М.: Текст, 2008. — (Проза еврейской жизни). — ISBN 978-5-7516-0741-8.

- Иегошуа А.-Б. Возвращение из Индии / Пер. с ивр. Валентина Тублина. — СПб.: Лимбус Пресс, 2010. — 648 с. — 3000 экз. — ISBN 978-5-8370-0561-9.

## Произведения, опубликованные в интернете
- Рассказы, опубликованные на сайте Heblit.org